# Norape fuscoapicata
Norape fuscoapicata is een vlinder uit de familie van de Megalopygidae. De wetenschappelijke naam van de soort is voor het eerst geldig gepubliceerd in 1924 door Dognin.